# Che'Entokal
Che'Entokal är en ort i Mexiko.   Den ligger i kommunen Oxchuc och delstaten Chiapas, i den sydöstra delen av landet, 800 km öster om huvudstaden Mexico City. Che'Entokal ligger 1 450 meter över havet och antalet invånare är 139.
Terrängen runt Che'Entokal är lite bergig, och sluttar norrut. Runt Che'Entokal är det ganska glesbefolkat, med 21 invånare per kvadratkilometer. I omgivningarna runt Che'Entokal växer i huvudsak städsegrön lövskog.